# Jorge Frederico da Prússia
Jorge Frederico Fernando Príncipe da Prússia (nome civil na Alemanha: Georg Friedrich Ferdinand Prinz von Preußen) nascido em 10 de junho de 1976, é o atual chefe da casa de Hohenzollern e pretendente ao trono do Império Alemão e do Reino da Prússia (abolidos em 1918) desde 26 de setembro de 1994. Ele é tetraneto da rainha Vitória do Reino Unido, sendo seu descendente direto por duas vias: através de Vitória, Princesa Real e Alfredo de Saxe-Coburgo-Gota (ambos filhos da rainha Vitória). Seu trisavô paterno foi o imperador Guilherme II da Alemanha (sendo este neto da rainha Vitória e filho de Vitória, Princesa Real), e sua bisavó materna era Vitória Melita de Saxe-Coburgo-Gota (filha de Alfredo de Saxe-Coburgo-Gota e neta da rainha Vitória). Isso faz com que Jorge esteja relacionado com a maioria das casas reais europeias.

## Primeiros anos
Ele foi o único filho homem de Luís Fernando da Prússia, que morreu quando Jorge tinha um ano, fazendo dele o primeiro na linha de sucessão do extinto trono alemão, atrás apenas de seu avô, o monarca titular.
Jorge frequentou escolas de gramática em Bremen e Oldemburgo, e completou sua educação no Colégio Glenalmond, perto de Perth, na Escócia, onde ele passou seus A-levels.
Após um período de dois anos no exército alemão, Jorge Frederico estudou economia empresarial na Universidade de Freiberg de Mineração e Tecnologia.
Jorge atualmente trabalha para uma empresa especializada em ajudar as universidades trazer suas inovações ao mercado. Ele também administra a Fundação Princesa Kira da Prússia, fundada por sua avó em 1952. Ele mora perto de Bremen e no Castelo de Hohenzollern.

## Afilhados
Jorge é um dos padrinhos de batismo de:
- Princesa Madalena Aurélia Vitória Carina de Saxe-Coburgo-Gota (nascido em 22 de fevereiro de 2017 em Munique); uma das filhas do príncipe Umberto Miguel, Príncipe Herdeiro de Saxe-Coburgo-Gota, Duque de Saxônia.

## Casa de Hohenzollern
Em 26 de setembro de 1994, Jorge Frederico sucedeu a seu avô Luís Fernando da Prússia como pretendente ao trono (sendo também chefe da casa de Hohenzollern). Ele aprendeu a apreciar a história e a responsabilidade de seu patrimônio durante o tempo gasto com o seu avô paterno, que muitas vezes contou-lhe histórias da vida no exílio de seu próprio avô, o último kaiser alemão.
Mesmo que de um trono extinto, Jorge tem uma linha de sucessão ao trono alemão, caso venha deseje abdicar de suas reivindicações ao trono alemão. Jorge, assim como os seus ancestrais, é luterano, e como descende da rainha reinante Vitória do Reino Unido (por mais de uma via), também está na linha de sucessão ao trono britânico, atrás apenas dos descentes do rei Eduardo VII do Reino Unido.

## Casamento e descendência
Em 21 de janeiro de 2011, Jorge Frederico anunciou seu noivado com a Sofia Joana de Isemburgo Sofia nasceu em Frankfurt, na Alemanha Ocidental. Seus pais são Francisco Alexandre, pretendente ao Principado de Isemburgo e sua esposa, a condessa Cristina von Saurma-Jeltsch. Ele é chefe de uma linha católica mediatizada dos príncipes soberanos do Sacro Império Romano-Germânico, que perderam a sua independência em 1815. Sofia tem quatro irmãos: Alexandre, Catarina, Isabel e Vitor, sendo ela a penúltima. Ela cresceu no Castelo Birstein, a residência da família em Hesse. Estudou em uma escola primária em Birstein e na escola de St. Mary, em Fulda. Ela se comprometeu estágios do Bundestag no seu país e em Londres, Hong Kong e Xangai. Estudou administração de empresas na Universidade de Freiburg e na Universidade Humboldt de Berlim, trabalhando em uma empresa que oferecem serviços de consultoria para negócios sem fins lucrativos.
Os pais da princesa Sofia são Francisco Alexandre, príncipe de Isenburg e Cristina de Saurma-Jeltsch. A ascendência por parte casal (sendo primos sextos uma vez removidos) de Carlos II, o primeiro grão-duque de Mecklemburgo-Strelitz, irmão de Carlota de Mecklemburgo-Strelitz, rainha consorte de Jorge III do Reino Unido. O pai da princesa Sofia é chefe do ramo sênior da principesca mediatizada Casa de Isenburg, conhecido sob o Sacro Império Romano-Germânico e subseqüente Império Alemão como uma linha de Büdingen-Birstein. Em 1913, o avô de Francisco Alexandre, Francisco José, deixou cair o sufixo Büdingen Birstein do seu título de Fürst von Isenburg.
A princesa tem dois irmãos, o príncipe hereditário Alexandre e o príncipe Vitor, e duas irmãs mais velhas, respectivamente, arquiduquesa Catarina, esposa desde 2004 do arquiduque Martin da Áustria-Este (neto de Carlos I da Áustria), e a princesa Isabel, esposa desde 1998 de Carlos, príncipe de Wied .
Em 20 de janeiro de 2013, Sofia, deu à luz filhos gêmeos, Carlos Frederico Franz Alexandre e Luis Ferdinando Cristiano Alberto, em Bremen. Carlos Frederico, o mais velho dos dois, é o herdeiro aparente.

## Títulos e honras
- 10 de junho de 1976 - 26 de setembro 1994: Sua Alteza Real, o príncipe Jorge Frederico da Prússia.
- 26 de setembro de 1994 - presente: Sua Alteza Imperial e Real, o Príncipe da Prússia.
  - Na Alemanha desde 10 de junho de 1976:  Herr Jorge Frederico Príncipe da Prússia

### Honras
- Grão-Mestre da Ordem da Águia Negra[9]
- Grão-Mestre da Ordem Real Casa dos Hohenzollern
- Grão-Mestre da Ordem de Luísa

Brasão primário do Império Alemão
Brasão dos Hohenzollerns
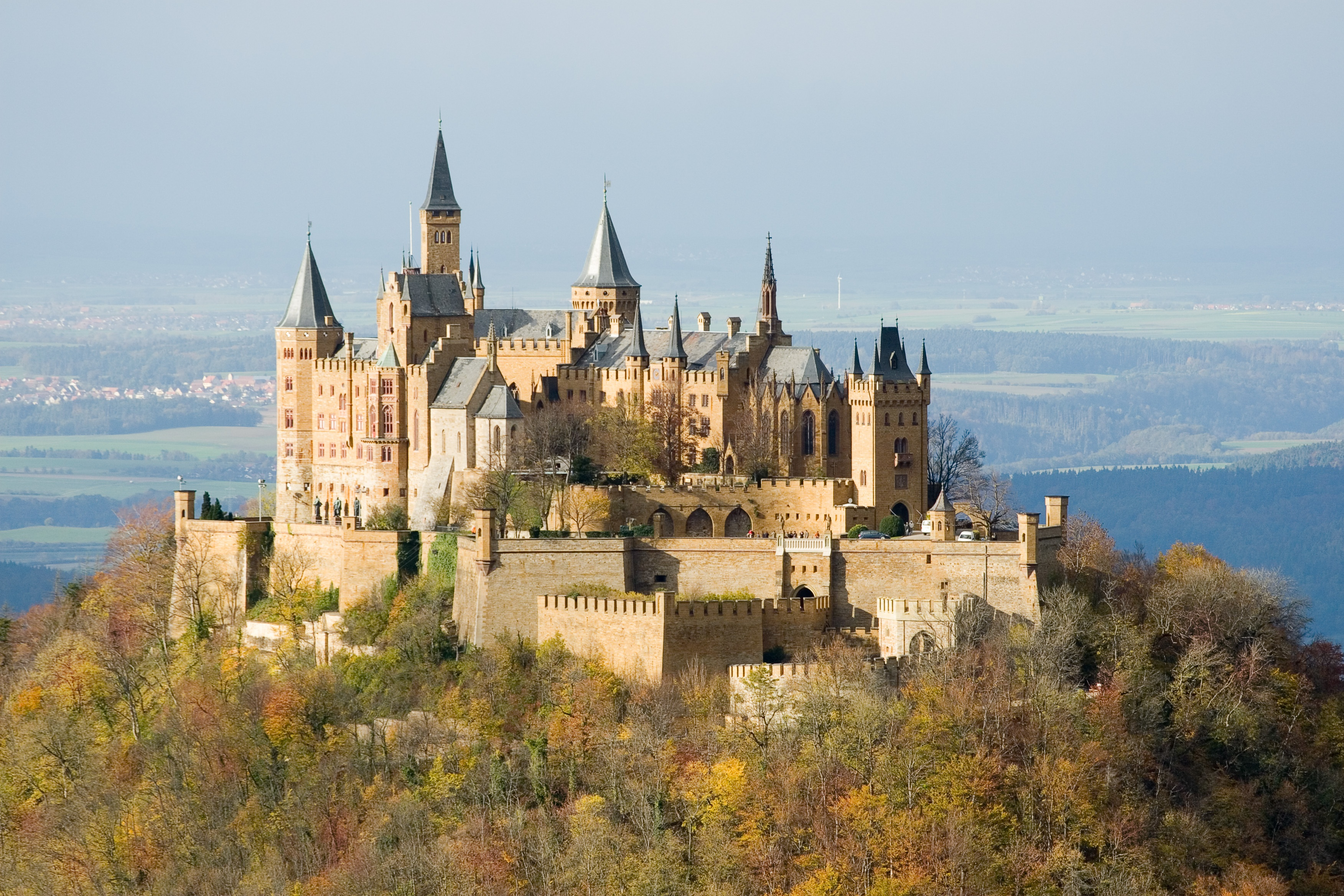
Castelo de Hohenzollern, local de origem da dinastia.